# Bolle duinslak
De bolle duinslak (Cernuella virgata) is een slakkensoort uit de familie van de Geomitridae. De wetenschappelijke naam van de soort werd, als Cochlea virgata, voor het eerst geldig gepubliceerd in 1778 door Emanuel Mendez da Costa.

## Beschrijving
De bolle duinslak heeft een afgerond-kegelvormig tot licht gedrongen slakkenhuisje die 6 tot 19 mm hoog en 8 tot 25 mm breed is. In het volwassen stadium zijn er vijf tot zeven regelmatig toenemende, convex gebogen windingen die aan de omtrek afgerond zijn. De naad is slechts zwak tot matig diep. De omtrek is convex gebogen. De navel is smal en niet of zeer licht excentrisch. De laatste winding daalt iets richting de monding. Het is in dwarsdoorsnede afgerond en bij grotere, gedrongen exemplaren is het ook eivormig en licht gerand. De rand van de mond is scherp en slechts licht gevouwen in het gebied van de navel en steekt iets boven de navel uit. Er wordt een min of meer sterke witte of roodachtige (bruinachtige) lip gevormd nabij de rand van de mond.
De schelp van de huisje is crème-witachtig of roodachtig geel van kleur. De tekening is zeer variabel. De meest voorkomende exemplaren zijn met donkerbruine banden, één band boven de omtrek, één band aan de omtrek en drie tot vier smallere banden aan de onderkant. De banden zijn gedeeltelijk verzwakt, onderbroken, opgedeeld in vlekken of samengevoegd of bijna volledig uitgestorven. Het oppervlak is grotendeels glad, met slechts tamelijk onregelmatige groeistrepen.
Het zachte lichaam van de slak zelf is lichtgrijs van kleur aan de voet en zijkanten en donkergrijs tot bijna zwart aan de achterkant. De rug is bedekt met relatief grote, langwerpige knobbeltjes die met het blote oog zichtbaar zijn. De tentakels zijn grijs en tot acht mm lang. De dieren zijn hermafrodieten, maar kunnen zichzelf niet bevruchten.

### Vergelijkbare soorten
Het huisje van de bolle duinslak is zeer variabel qua patroon, vorm en grootte. Het lijkt het meest op de huisjes van de nauw verwante Franse duinslak (C. aginnica) en de afgevlakte duinslak (C. neglecta). Beide soorten hebben een meer afgeplatte schelp en hebben elk een bredere navel. Een andere gelijkaardige soort is de Griekse duinslak (C. cisalpina). Terwijl de bolle duinslak voornamelijk wordt aangetroffen op open locaties met minder vegetatie geeft de Griekse duinslak de voorkeur aan overwoekerde, droge gebieden en verschuilt zich onder stenen.

## Geografische verspreiding en leefgebied
Het verspreidingsgebied van deze soort strekt zich uit van de Britse Eilanden, Nederland, België, Frankrijk, Spanje en de kustgebieden van de Middellandse Zee (met uitzondering van de oostkust), Bulgarije, de Krim tot Novorossiejsk (Rusland). Er zijn ook kolonies van de bolle duinslak in Duitsland. Er was jarenlang een stabiele kolonie in de stad Kiel; het gebied is nu bebouwd. Tegenwoordig komt het ook voor in Baden-Württemberg en op het eiland Helgoland. In 2003 werd de soort voor het eerst waargenomen in Oostenrijk. Het werd aan het begin van de 20e eeuw in Australië geïntroduceerd, waar het nu als een invasieve soort en als een landbouwplaag wordt beschouwd. Tegenwoordig zijn er ook koloniën in Turkije en de Verenigde Staten.
De bolle duinslak geeft de voorkeur aan matig droge en open locaties op kalkrijke gronden. Denk hierbij aan vergroeide duinen, droge graslanden, stoppelvelden, heggenrijen, bermen en braakliggende terreinen. Om aan de hitte van de grond te ontsnappen estiveert deze soort na het klimmen naar de top van vegetatie (of hekken). Deze gewoonte is problematisch voor boeren die zich bezighouden met het oogsten van gewassen, omdat er samen met het gewas talloze slakken worden verzameld.